# Rhyacia acronycta
Rhyacia acronycta är en fjärilsart som beskrevs av Hans Rebel 1907. Rhyacia acronycta ingår i släktet Rhyacia och familjen nattflyn. Inga underarter finns listade.